# Сражение при Маг Рот
Сражение при Маг Рот (сражение при Маг Рат; сражение при Мойре; др.‑ирл. Cath Maige Roth, англ. Battle of Moira) — состоявшееся летом 637 года около селения Маг Рот (современного города Мойра) сражение, в котором войско коалиции, возглавляемой верховным королём Ирландии Домналлом мак Аэдо, нанесло поражение войску короля Ульстера Конгала Кривого и его союзников. Одно из крупнейших сражений в истории раннесредневековой Ирландии.

## Описание

### Предыстория
Во второй половине 620-х годов наиболее влиятельными правителями в северной части Ирландии были правитель Кенел Конайлл Домналл мак Аэдо и король Ульстера Конгал Кривой. По сообщениям ирландских преданий, причиной конфликта двух этих правителей была личная неприязнь: якобы, именно по инициативе Домналла увечный Конгал не смог получить титул верховного короля Ирландии. В действительности, по мнению современных историков, к сражению при Маг Рот привела борьба, развернувшаяся между правителями Кенел Конайлл и Ульстера за гегемонию над северными землями острова.
В 628 году Конгал Кривой убил верховного короля Ирландии Суибне Заику и попытался стать его преемником. Это привело его к вооружённому конфликту с Домналлом мак Аэдо, который сам намеревался овладеть титулом верховного короля. В начавшейся в 629 году войне между Домналлом м Конгалом успех сопутствовал правителю Кенел Конайлл, который нанёс ульстерцам поражение при Дун Кейтирнне (около Колрейна). Это позволило Домналлу утвердить за собой титул верховного короля.
Однако уже в 630 году среди Уи Нейллов, к которым принадлежал и Домналл мак Аэдо, начались междоусобные войны. Эти конфликты позволили правителю Ульстера Конгалу Кривому снова предъявить свои притязания на титул верховного короля Ирландии и даже, вероятно, титуловаться королём Тары. Вскоре прекращение междоусобицы среди Уи Нейллов дало возможность Домналлу мак Аэдо в 635 году заключить направленный против правителя Ульстера союз с королями-соправителями Бреги Диармайтом и Блатмаком мак Аэдо Слане. По свидетельству преданий, из-за преследований со стороны Домналла Конгал Кривой был вынужден бежать в Британию. Здесь он нашёл убежище у короля Дал Риады Домналла I, который под влиянием Конгала разорвал свой союз с верховным королём Ирландии.

### Сражение
В 637 году, собрав большое войско и флот, Конгал возобновил военные действия против Домналла мак Аэдо. К королю Ульстера примкнули правитель Дал Риады Домналл I, король Айлеха Крундмаэл мак Суибни, а также, согласно преданиям, бритты и англосаксы. Для борьбы со своим соперником Домналл мак Аэдо создал коалицию, в которую вошли представители как Северных, так и Южных Уи Нейллов. На стороне верховного короля Ирландии, кроме его племянников Келлаха мак Маэл Кобо и Коналла Каэла, выступили короли-соправители Бреги Диармайт и Блатмак мак Аэдо Слане и их брат Дунхад.
Войска Домналла мак Аэдо и Конгала Кривого сошлись для битвы вблизи крепости Маг Рот (современного города Мойра). Вероятно, в то время это было лишь небольшое укрепление, со всех сторон окружённое лесом, сейчас известным как Киллултаг (англ. Killultagh). Бо́льшую часть воинов Домналла мак Аэдо и Конгала Кривого составляли жители Ирландии. В отрядах же, приведённых королём Дал Риады Домналлом I, были скотты, пикты, англосаксы и валлийцы.
По мнению современных историков, сражение при Маг Рот было одним из крупнейших и кровопролитнейших вооружённых конфликтов в истории раннесредневековой Ирландии. Итогом битвы стала решительная победа войска Домналла мак Аэдо над войском Конгала Кривого. Среди погибших были ульстерский король, а также сражавшиеся на его стороне сын и внук бывшего короля Миде Коналла Гутбинна, Айрметах Кривой и Фаэлху мак Айрметайг. Король Дал Риады Домналл I сумел спастись бегством с поля боя. Ирландские анналы так же сообщают о произошедшей в один день со сражением при Маг Рот морской битве при Сайлтире (у побережья полуострова Кинтайр), в которой предводительствуемый Коналлом Каэлом флот Домналла мак Аэдо нанёс поражение объединённому флоту Айлеха и Дал Риады.

### Итоги
Победы при Маг Рот и Сайлтире позволили Домналлу мак Аэдо избавиться от своего главного врага, короля Конгала Кривого, и положить конец притязаниям правителей Ульстера на титул верховного короля Ирландии. С того времени Северные Уи Нейллы окончательно утвердились как доминирующая сила в северной части острова. Также и союзники Домналла, правители Бреги Диармайт и Блатмак мак Аэдо Слане, стали наиболее влиятельными правителями среди Южных Уи Нейллов.
В свою очередь, потерпевший поражение король Дал Риады Домналл I навсегда утратил контроль над своими ирландскими владениями: потеря флота сделала уязвимыми эти земли для нападений соседних правителей. С тих пор владения дал-риадских королей ограничивались только северными областями Британии (будущей Шотландией). С поражением же при Маг Рот Адомнан, автор написанного в конце VII века жития святого Колумбы, связывал подчинение Домналла I и его преемников верховной власти королей Нортумбрии Освальда и Освиу.

### Сражение при Маг Рот в ирландских преданиях
Столь кровопролитный вооружённый конфликт как сражение при Маг Рот оставил значительный след в средневековой ирландской литературе. Этому событию посвящены несколько саг, из которых наиболее известными являются «Сражение при Маг Рот» (др.‑ирл. Cath Maige Roth) и «Безумство Суибне» (др.‑ирл. Buile
Suibne).
Исторические источники, повествующие о сражении, упоминают об участии в нём нескольких лиц, оставивших значительный след в ирландских преданиях. Среди таких лиц был легендарный король Дал Арайде Суибне, сошедший с ума от увиденного во время сражения и остаток жизни скитавшийся по ирландским лесам. Согласно преданиям, после битвы он чудесным образом обрёл дар стихосложения и предсказательства. Другой персоной, на чью жизнь значительно повлияла битва при Маг Рот, был Кенн Фаэлад мак Айлелла, после тяжёлого ранения в сражении начавший запоминать всё, о чём ему становилось известно.
Средневековые сочинения, повествующие о сражении при Маг Рот — одни из наиболее ранних произведений, написанных на среднеирландском языке (например, создание саги «Сражение при Маг Рот» датируется началом X века). Популярность этих сочинений сыграла значительную роль в развитии средневековой ирландскоязычной письменной культуры и последующего вытеснения ею из источников латинского языка.